# 静岡県舞台芸術センター
公益財団法人静岡県舞台芸術センター（こうえきざいだんほうじんしずおかけんぶたいげいじゅつセンター、Shizuoka Performing Arts Center :  SPAC）は、独自の舞台芸術作品の創造、国内外の優れた芸術家や劇団の招聘、若手芸術家の育成といった活動をおこなう静岡県静岡市駿河区にある公益財団法人。

## 概要
静岡芸術劇場（静岡県コンベンションアーツセンター（グランシップ）内）および静岡県舞台芸術公園に専用の劇場や稽古場を有し、そこを拠点に専属の俳優・専門スタッフ（劇団SPAC）が舞台芸術作品の創造活動をおこない、地域資産として同劇団のレパートリーを蓄積・活用するための継続的な活動をおこなっている。
また、「ふじのくに⇄せかい演劇祭」の開催など国内外の優れた芸術家や劇団の招聘、国内の若手芸術家の登用等による育成、演劇による地域の若年層への教育普及活動、アウトリーチ等による地域活性化のための活動を続けている。
近年では駿府城公園内での屋外上演や「大道芸ワールドカップin静岡」とのコラボレーションによる路上演劇の上演、劇団SPACとしての国際演劇祭への参加、海外招聘公演なども多数実施している。

## 最近の主な活動
- ふじのくに⇄せかい演劇祭（2011年シーズンより）
- SPAC秋→春のシーズン
- 中高生鑑賞事業「SPACeSHIPげきとも！」
- リーディング・カフェ
- 演劇ワークショップ
- おはなし劇場
- 出張劇場・朗読公演
- SPAC学校訪問プロジェクト「ひらけ！パフォーミングアーツのとびら」
- みんなで育てよう！ダンスの種
- SPACプレゼンツ 演劇出前塾
- SPAC出張ラヂオ局
- でんわde名作劇場
- 異才･天才･奇才 SPACこども大会
- SPACシアタースクール
- SPAC-ENFANTS-PLUS
- SPAC高校演劇支援事業
- SPAC県民月間
- SPAC県民劇団育成事業
- 朗読とピアノの午後
- 県民参加体験創作劇場

＜過去の活動＞
- Shizuoka春の芸術祭（2010年まで）
- 野外劇場フェスティバル
- 小さいおとなと大きなこどものための夏休みシアター
- 有度サロン
- SPAC演劇講座
- SPAC社会講座
- SPAC親と子の演劇教室

## 沿革
- 1995年（平成7年）7月 財団法人静岡県舞台芸術センター設立　初代芸術総監督 鈴木忠志
- 2007年（平成19年）4月 現芸術総監督 宮城聰 就任
- 2013年（平成25年）4月 公益財団法人に移行

### 人物
- 鈴木忠志
- 宮城聰